# Tilletia lageniformis
Tilletia lageniformis är en svampart som beskrevs av Vánky, C. Vánky, R.G. Shivas & Athip. 2006. Tilletia lageniformis ingår i släktet Tilletia och familjen Tilletiaceae.   Inga underarter finns listade i Catalogue of Life.